# جهان‌شهر (فیلم)
جهان‌شهر (انگلیسی: Cosmopolis) فیلمی در ژانر علمی–تخیلی و درام به کارگردانی دیوید کراننبرگ است که در سال ۲۰۱۲ منتشر شد.

## بازیگران
- رابرت پتینسون - اریک پکر
- پل جیاماتی - بنو لوین
- سامانتا مورتون - ویجا کینسکی
- سارا گدون - الیس پکر
- ماتیو آمالریک - آندره پترسکو
- ژولیت بینوش - دیدی فرنچر
- جی باروشل - شاینر
- کوین دوراند - توروال
- کینان - بروتا فز
- امیلی همپشر - جین ملمن
- پاتریشا مک‌کنزی - کندرا هیز